# Karel Pšenčík
Karel Pšenčík (27. února 1931 – 20. března 1994) byl český hokejový brankář.

## Hokejová kariéra
Za československou reprezentaci odchytal v letech 1950–1951 celkem 3 utkání. V lize chytal za ZSJ ZMP Praha, Křídla vlasti Olomouc a Spartak Plzeň (1956–1963).